# Timbrage (chaudière)

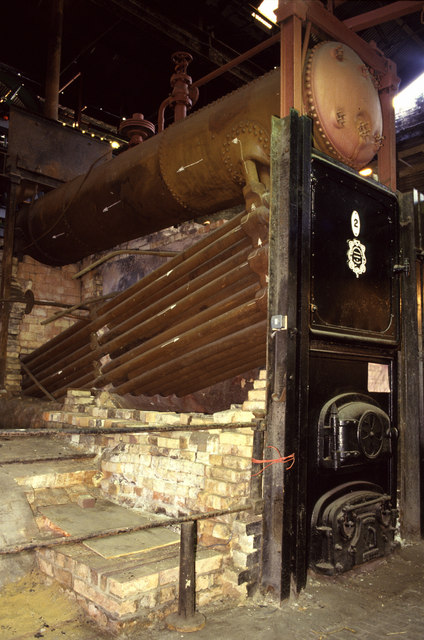
Chaudière antique à tubes d'eau Babcock and Wilcox

Le timbrage d'un appareil sous pression, est l'action de le poinçonner pour garantir la réalisation de tests d'épreuve. C'est une expression habituellement utilisée pour les chaudières à vapeur.   
Le mot timbre est synonyme de pression de calcul pour une chaudière à vapeur ; cette pression est déterminée par le constructeur. Elle s'exprime en bar et ne doit jamais être dépassée lors de l'utilisation courante de la chaudière, à sa pression de service ou encore appelée pression de marche.    
Le timbre est aussi la plaque qui indique la pression de calcul de la machine à vapeur, sert de rappel pour le contrôle décennal.   
La pression d'épreuve lors de la livraison de l'appareil est égale à la valeur du timbre (pression de calcul) augmentée d'une valeur de surcharge, dite élevée ou réduite.    
Par extension, le timbrage est aussi l'essai de sécurité lors duquel une pression supérieure à la pression de calcul, est appliquée à l'enceinte sous pression, pour une durée donnée (pression d'épreuve).   

## Description
En France, le timbre d'une chaudière vapeur est une plaque apposée par le service des Mines qui garantit la possibilité d'utiliser la chaudière jusqu'à la pression gravée sur cette plaque. L'appellation timbre est d'usage classique dans la Marine.    
Y figurent aussi les poinçons des vérificateurs (d'un service de contrôle), et les dates de ces contrôles et ré-épreuves (mise en pression hydraulique à froid et vérification du maintien de cette pression).
Plus usuellement le timbre de la chaudière est la pression maximale à laquelle la chaudière peut fonctionner : des soupapes de sécurité (2 au minimum en vapeur haute pression : p>0,5 bar), veillent à ce que cette pression ne soit jamais dépassée.
L'article décret d'avril 1926 modifié s'y réfère.

### Contrôle décennal et timbre
La chaudière, appareil sous pression, est soumise à une réglementation qui impose un test hydraulique du corps sous pression tous les 10 ans.
Cette épreuve permet entre autres:
- De prévenir une défaillance qui pourrait être dangereuse pour la sécurité des personnes et la fiabilité de l’installation
- Pérenniser son équipement dans le temps
- Anticiper et maîtriser ses investissements (projet d’amélioration énergétique, ou remplacement)

#### Date du prochain contrôle décennal
Chaque équipement soumis à la règlementation est équipé d'une médaille de timbre sur laquelle sont indiquées la pression maximum admissible, la date d'épreuve du constructeur et éventuellement la date du dernier contrôle décennal effectué, si elle est supérieure à 10 ans. Le prochain contrôle décennal doit alors avoir lieu avant le dixième anniversaire. 

### Modèles de chaudières et timbre
En sucrerie, plus le timbrage d'une chaudière est élevé, meilleur est le rendement énergétique de celle-ci.

#### Chaudières à tubes de fumées
Les produits de la combustion passent dans les tubes, l'eau est dans une enceinte traversée par les tubes de fumées. Le timbre est de 10 à 20 bar. 

#### Chaudières à tubes d'eau
L'eau circule dans les tubes, les produits de combustion sont à l'extérieur des tubes. Le timbre est de 90 à 100 bar (en circulation naturelle) et jusqu’à 225 bar (en circulation forcée).